# NGC 251
NGC 251 este o galaxie spirală situată în constelația Peștii. A fost descoperită în 15 octombrie 1784 de către William Herschel. De asemenea, a fost observată încă o dată în 18 decembrie 1830 de către John Herschel.